# المحاجرة (مناخة)

تعديل مصدري - تعديل

المحاجرة هي إحدى قرى عزلة مناخة بمديرية مناخة التابعة لمحافظة صنعاء، بلغ تعداد سكانها 113 نسمة حسب تعداد اليمن لعام 2004.